# Civitella in Val di Chiana
Civitella in Val di Chiana település Olaszországban, Toszkána régióban, Arezzo megyében. Lakosainak száma 8748 fő (2023. január 1.). Civitella in Val di Chiana Arezzo, Bucine, Laterina Pergine Valdarno, Monte San Savino és Pergine Valdarno községekkel határos.

## Népesség
A település lakossága az elmúlt években az alábbi módon változott:
| Lakosok száma | 9099 | 9035 | 8748 |
|               | 2017 | 2018 | 2023 |